# Leccinum holopus
Il Leccinum holopus è un fungo appartenente alla famiglia delle Boletaceae, di piccola taglia che cresce nei boschi di betulla del Nord Europa.

## Descrizione della specie

### Cappello
3–6 cm, convesso, biancastro poi beige rosa chiaro, giallo-olivastro diventa a chiazze verde-blu negli esemplari vecchi.
Cuticolavellutata con il secco, liscia con tempo umido.

### Tubuli
Adnati, lunghi, biancastri, imbrunenti con l'età.

### Pori
Biancastri, poi color crema-rosa.

### Gambo
6-14 x 1-1,5 cm, biancastro, si arrossisce leggermente, poi diventa olivastro a partire dall'apice, ornato con piccole squame rade, prima biancastre poi bruno-rossastre, color ruggine nell'adulto.

### Carne
Bianca, si arrossisce lievemente nel gambo e ingiallisce nel cappello, diventa giallo-olivastra negli esemplari maturi.

### Spore
14-19 x 5-6 µm, lisce, ellissoidali allungate, brune in massa.

## Habitat
Fruttifica prevalentemente sotto latifoglie prediligendo le torbiere sotto i boschi di betulle.

## Commestibilità
Buona.

## Etimologia
Dal greco hòlos = integro e pous = gambo, piede, cioè “dal gambo intatto”.

## Sinonimi e binomi obsoleti
- Boletus holopus Rostk., Sturm's Deutschl. Flora, III (Pilze) 5: 131 (1844)
- Krombholzia holopus (Rostk.) Pilát [as 'holopoda'], Klíc Kurc. Naš. Hub Hrib. Bedl. (Praha): 65 (1951)
- Krombholziella holopus (Rostk.) Šutara, Česká Mykol. 36(2): 81 (1982)
- Leccinum nucatum Lannoy & Estadès, Docums Mycol. 23(no. 89): 63 (1993)
- Trachypus holopus (Rostk.) Konrad & Maubl., Encyclop. Mycol. 20: 116 (1952)
- Trachypus scaber f. holopus (Rostk.) Romagn., (1939)

## Nomi comuni
- (FR)  Bolet blanc de neige
- (EN)  Snow White Bolete